# The Big One: San Francisco/Los Angeles
The Big One: San Francisco/Los Angeles è una compilation punk edita nel 1991 da Flipside Records.

## Tracce
1. A Take Away - 2:34 (Big Drill Car)
2. Bob Says No - 2:31 (Pop Defect)
3. Vision - 2:45 (Down by Law)
4. Hey Old Lady and Bert's Song - 3:16 (Clawhammer)
5. Take It Like a Man - 3:01 (The Offspring)
6. Guilt - 1:52 (Hunger Farm)
7. Jahr Null - 3:51 (Distorted Pony)
8. I Need You - 6:01 (Blackbird)
9. Hardball - 3:51 Steel (Pole Melvins Task Force)
10. Mr. Fernando - 5:09 (Sharkbait)
11. Hard - 4:32 (Helios Creed)
12. Sinatra Mantra - 2:36 (Victims Family)
13. Despair Ends - 2:37 (Cringer)
14. Wither - 2:41 (Monsula)
15. Fill in the Blank - 2:10 (Mister T Experience)
16. I Want to Be Alone - 3:10 (Green Day)
17. I Hate the Sunset Strip - 1:44 (The Motorcycle Boy)
18. Dick Tracy - 1:28 Sandy (Duncan's Eye)
19. Operation Rescue - 2:07 (Bad Religion)
20. My Mind's on Fire - 2:01 (Spiderbaby)
21. American Society - 3:54 (L Seven)
22. It's a Beautiful Day - 2:40 (Anus The Menace)
23. (Ride on) Silver Surfer - 3:16 (Trash Can School)
24. What Will the Neighbors Think? - 2:03 (Creamers)